# 新潟県道132号塩沢停車場八竜新田線
新潟県道132号塩沢停車場八竜新田線（にいがたけんどう132ごう しおざわていしゃじょうはちりゅうしんでんせん）は、新潟県南魚沼市内を通る一般県道である。

## 概要

### 路線データ
- 起点：塩沢停車場（新潟県南魚沼市塩沢）
- 終点：新潟県南魚沼市八竜新田字道上（新潟県道28号塩沢大和線交点）

## 地理

### 通過する自治体
- 新潟県
南魚沼市

### 交差する道路
- 南魚沼市道（起点：南魚沼市塩沢、「塩沢駅」前）
- 新潟県道124号余川塩沢停車場線（「塩沢駅」前（起点） - 塩沢駅前交差点で重複）
- 新潟県道365号仲田塩沢線（南魚沼市塩沢、「第四北越銀行塩沢支店」前）（「県道124号」重複区間）
- 国道17号（三国街道）（塩沢駅前交差点）
- 新潟県道28号塩沢大和線（八竜新田交差点）

### 沿線
- JR信越本線 塩沢駅
- 南魚沼市役所 塩沢庁舎
- 新潟県立塩沢商工高等学校
- 南魚沼市立塩沢中学校
- 南魚沼市立塩沢小学校
- 第四北越銀行 塩沢支店
- JAみなみ魚沼 しおざわ基幹センター・塩沢支店
- 塩沢郵便局
- 三共化成 塩沢工場
- コメリハードアンドグリーン 塩沢店
- 原信 塩沢店
- ひらせいホームセンター 塩沢店
- Aコープ しおざわ店
- シャトー塩沢スキー場
- 魚野川